# أوزوبيس
أوزوبيس (باليديشية: זארעטשע، وبالروسية: Заречье، وبالبيلاروسية: Зарэчча، وبالبولندية: Zarzecze، وبالليتوانية: Užupis، وتعني «ما وراء النهر» أو «الجانب الآخر من النهر»). هو حي يقع في مدينة فيلنيوس عاصمة ليتوانيا. أعلن سكانه الاستقلال وتأسيس جمهورية أوزوبيس في 1 أبريل 1997 (يوم كذبة أبريل) ولا تحظى بأي اعترافٍ دولي.

## جغرافية

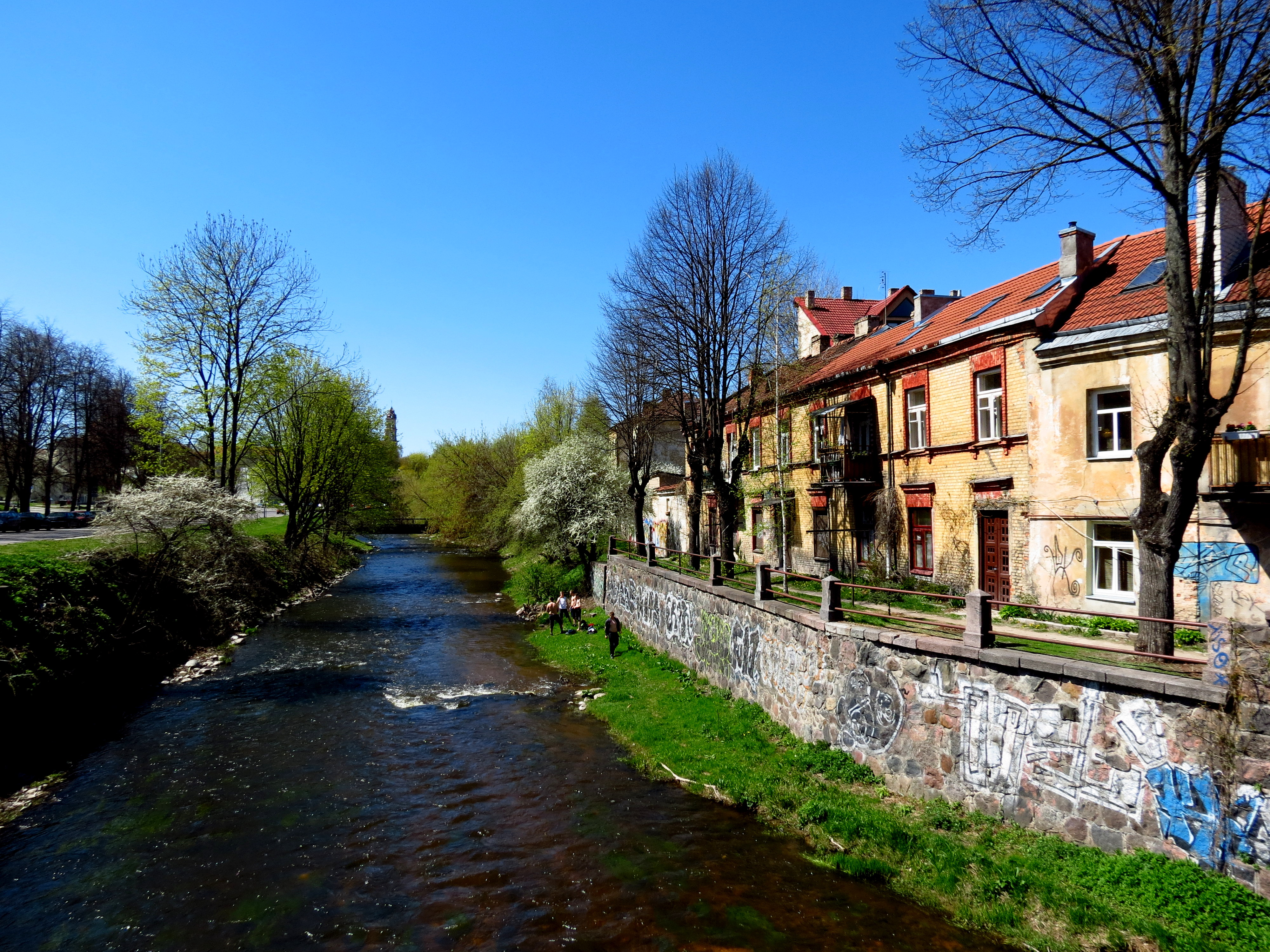
نهر فيلنيا.

أوزوبيس هو حي صغير جدًا ومنعزل، تبلغ مساحته 148 أكر (60 هكتار). يفصل نهر فيلنيا الحي عن البلدة القديمة من فيلنيوس، ومن هنا جاءت التسمية. يحيط بالحي تلال شديدة الانحدار ومنطقة صناعية بنيت تحت الحكم السوفيتي. تم بناء الجسور الأولى فوق نهر فيلنيا في القرن السادس عشر.

## السكان
يبلغ عدد سكان أوزوبيس اليوم نحو 7,000 نسمة، وما يقرب 1,000 منهم هم من الفنانين. أقام العديد من الأشخاص البارزين في أوزوبيس مثل فليكس دزيرجينسكي الذي كان ثوري بلشفي سوفييتي والمؤسس للشرطة السرية. والشاعر البولندي كونستانتي غولتشينسكي الذي عاش في الحي ما بين عامي 1934 و 1936. وأرتوراس زوكاس عمدة مدينة فيلنيوس السابق. وغيرهم. كان الحي من الأماكن الشائعة للفنانين والبوهيميين منذ الحقبة السوفيتية، وحتى اليوم يقيم العديد من الفنانين الشباب في المباني المهجورة بالقرب من نهر فيلنيا. في القرن السادس عشر كان معظم سكان أوزوبيس من اليهود.

## تاريخ

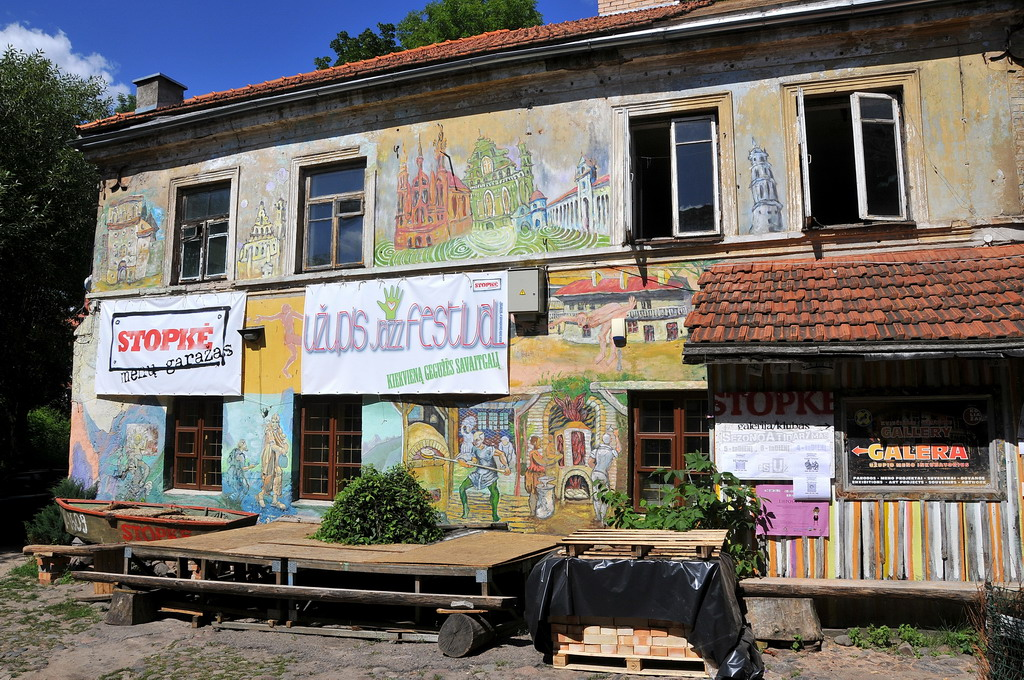
جرافيتي على واحدٍ من مباني أوزوبيس.

خلال الهولوكوست بين عامي 1941 و 1945 خلال الحرب العالمية الثانية، قُتل مُعظم اليهود في الحي. وقد دُمرت المقبرة اليهودية القديمة على يد السوفييت. والمنازل التي تُركت خلفهم استولى عليها أشخاصٌ من هامش المجتمع، لا سيما من المشردين والعاهرات. حتى إعلان استقلال ليتوانيا في عام 1990، كان الحي واحدًا من أكثر المناطق إهمالًا باحتوائه على العديد من المنازل المتاهلكة وبدون أي بنية تحتية.

## الاستقلال
في عام 1997 أعلن سكان الحي الاستقلال وتأسيس جمهورية أوزوبيس بعلمها الخاص، وعملتها (غير رسمية)، ورئيسها، ومجلس وزرائها، ودستورها، ونشيدها الوطني، وجيشها المكون من 11 فرد. منذ ذلك الحين الجيش متقاعد. ويحتفل السكان بهذا الاستقلال سنويًا في «يوم أوزوبيس» في 1 أبريل (يوم كذبة أبريل). قد لا يكون هذا الأمر من قُبيل الصُدفة مما يجعله أمرٌ هزلي أكثر من أنه جدي. المساعي الفنية هي الشغل الشاغل للجمهورية؛ حيث أن رئيس جمهورية أوزوبيس -روماس ليليكيس- هو نفسه شاعر، وموسيقي، ومخرج أفلام.
منحت الجمهورية الجنسية الفخرية للعديد من الأفراد البارزين مثل الدالاي لاما الرابع عشر الذي زار الجمهورية في عام 2013. يتكون علم أوزوبيس من كف يد على خلفية بيضاء. يتغير لون كف اليد هذا حسب الفصل؛ في الشتاء يكون أزرق، وفي الربيع أخضر، وفي الصيف أصفر، وفي الخريف أحمر.

### الدستور

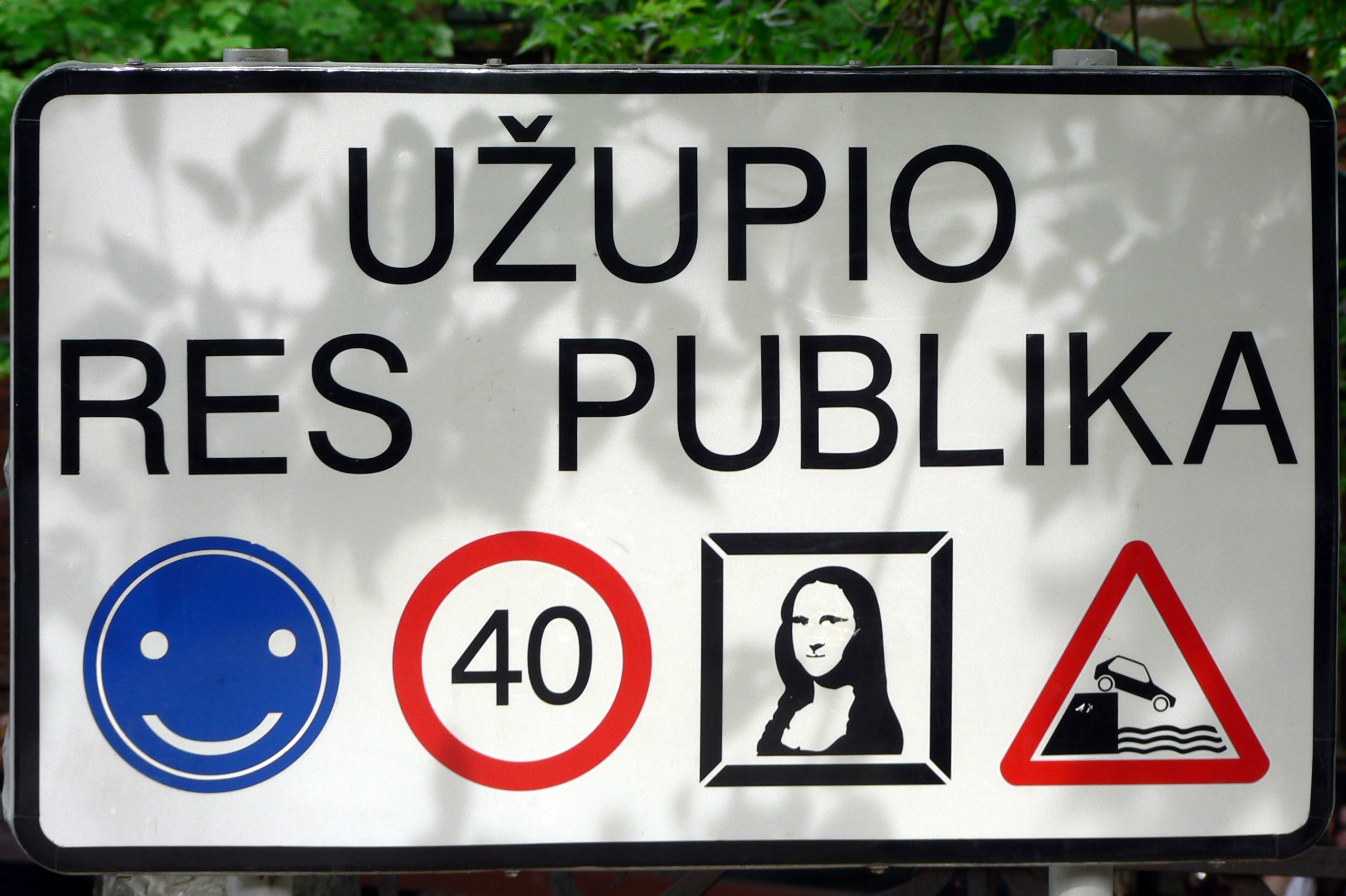
لافتة مكتوب عليها جمهورية أوزوبيس

يتكون دستور أوزوبيس من 41 بندًا كتبه «روماس ليليكيس» و«توماس شبيتيس»، ويُمكن إيجاده معلقًا على حائطٍ في شارع «باوبيو» مكتوب في 23 لغة (منها العربية). في سبتمبر 2018 بارك البابا فرنسيس الدستور خلال زيارته إلى فيلنيوس.
| دستور أوزوبيس |
| --- |
| 1. لكل إنسان الحق في أن يعيش على جانب نهر فيلنيا، ولنهر فيلنيا الحق في التدفق للجميع. 2. لكل إنسان الحق في الحصول على الماء الساخن، والتدفئة في الشتاء، وسقف من القرميد. 3. لكل إنسان الحق في أن يموت، لكن هذا ليس التزامًا. 4. لكل إنسان الحق في أن يرتكب الأخطاء. 5. لكل إنسان الحق في أن يكون متميزًا. 6. لكل إنسان الحق في أن يحب. 7. لكل إنسان الحق في ألا يكون محبوبًا، ولكن ليس بالضرورة. 8. لكل إنسان الحق في أن يكون غير مميز وغير معروف. 9. لكل إنسان الحق في أن يكون كسولًا. 10. لكل إنسان الحق في أن يحب القطط وأن يعتني بها. 11. لكل إنسان الحق في أن يعتني بالكلب إلى أن يموت أحدهما. 12. للكلب الحق في أن يكون كلبًا. 13. القطة غير مجبرة على أن تحب صاحبها، لكن يجب عليها مساعدته وقت الحاجة. 14. لكل إنسان الحق في ألا يكون مدركًا لواجباته في بعض الأحيان. 15. لكل إنسان الحق في أن يشك، ولكن هذا ليس إجباريًا. 16. لكل إنسان الحق في أن يكون سعيدًا. 17. لكل إنسان الحق في أن يكون تعيسًا. 18. لكل إنسان الحق في أن يكون صامتًا. 19. لكل إنسان الحق في أن يكون مؤمنًا. 20. ليس لأي إنسان الحق في أن يكون عنيفًا. 21. لكل إنسان الحق في أن يقدر عدم أهميته. 22. ليس لأي إنسان الحق في تصوير الأبدية. 23. لكل إنسان الحق في أن يفهم. 24. لكل إنسان الحق في ألا يفهم شيئًا. 25. لكل إنسان الحق في أن ينتمي لأي جنسية. 26. لكل إنسان الحق في الاحتفال أو عدم الاحتفال بيوم ميلاده. 27. يجب على كل إنسان أن يتذكر اسمه. 28. يمكن لأي إنسان مشاركة ما يمتلك مع الآخرين. 29. لا يمكن لأي إنسان أن يشارك ما لا يمتلكه مع الآخرين. 30. لكل إنسان الحق في أن يكون له إخوة وأخوات وأبوان. 31. يمكن لكل إنسان أن يكون مستقلًا. 32. كل إنسان مسؤول عن حريته. 33. لكل إنسان الحق في البكاء. 34. لكل إنسان الحق في أن يفهمه الآخرون بطريقةٍ خاطئة. 35. ليس لأي إنسان الحق في أن يجعل شخصًا آخر مذنبًا. 36. لكل إنسان الحق في التفرد. 37. لكل إنسان الحق في ألا يكون له حقوق. 38. لكل إنسان الحق في ألا يشعر بالخوف. 39. لا تُهزَم. 40. لا تُدافِع. 41. لا تَستَسلِم. |

## المعالم
لا يوجد في أوزوبيس أي من مقاهي الإنترنت أو الأكشاك أو المجمعات التجارية الكبيرة أو المؤسسات الحكومية عدا الأوزوبيسية ولا يوجد أي سفارات. يحتوي الحي على مقبرة «برناردين» التي تعد واحدة من أقدم المقابر في المدينة. في 1 أبريل 2002، تم الكشف عن تمثال لملاك ينفخ في البوق في الساحة الرئيسية. سابقًا، كان هناك تمثال مؤقت لبيضة في مكانه.